# Wojciech Has
 (novembre 2020).
Si vous disposez d'ouvrages ou d'articles de référence ou si vous connaissez des sites web de qualité traitant du thème abordé ici, merci de compléter l'article en donnant les références utiles à sa vérifiabilité et en les liant à la section « Notes et références ».
 (novembre 2020).
Wojciech Has est un cinéaste polonais né le 1er avril 1925 à Cracovie et mort le 3 octobre 2000 à Łódź.

## Biographie
Wojciech Jerzy Has naît le 1er avril 1925 à Cracovie où ses parents sont restaurateurs. Il grandit dans cette ville qui marquera profondément toute sa création. Sous l'Occupation allemande de la Pologne lors de la Seconde Guerre mondiale, Wojciech Has étudie à l'École supérieure de commerce de Cracovie avant d'être admis dans une école qui, sous couvert d'un enseignement technique, était en réalité une école d'art clandestine, l'Académie des Beaux-Arts de Cracovie ayant été fermée par les Allemands. À la fin de la guerre, l'Académie des Beaux-Arts ayant rouvert, il s'y inscrit pour étudier la peinture et il suit en même temps les cours de la première école de cinéma polonaise qui vient d'être créée à Cracovie. Il obtient en 1946 son diplôme de cinéma et en 1948 celui de l'Académie des Beaux-Arts. Le moyen métrage Harmonia, qu'il réalise en 1948, n'étant pas du goût des autorités (il n'a jamais été distribué), Wojciech Has patiente en réalisant des films documentaires au Studio du film documentaire de Varsovie. En 1950, après Moje miasto, il est contraint d'aller travailler au Studio du film éducatif de Łódź. Après 1956, du fait du changement politique et de la réorganisation de la cinématographie polonaise, il peut enfin rejoindre le cinéma de fiction.
À partir de 1974, il travaille comme professeur à l'École de cinéma de Łódź. Parmi ses films les plus célèbres figurent Manuscrit trouvé à Saragosse (1965), La Poupée (1968), La Clepsydre (1973), Les Tribulations de Balthazar Kober (d'après Les Tribulations héroïques de Balthasar Kober) (Jeck film, 1988) qui sont respectivement les adaptations d'œuvres de Jan Potocki, Bolesław Prus, de Bruno Schulz et de Frédérick Tristan.

## Œuvre
Dès le début de sa carrière, Wojciech Has a la réputation d'être individualiste et il est le seul réalisateur polonais de l'époque à ne pas avoir sa carte au Parti communiste. Il a toujours refusé de s'exprimer de façon publique sur la politique de son pays. Son œuvre, commencée au moment où apparaît ce que l'on a appelé « l'école polonaise », reste en marge de cette « école », du fait de son refus de traiter les thèmes directement liés à l'histoire de la Pologne. Wojciech Has parvient à créer un univers original dans lequel ni les actions ni les situations ne sont le moteur principal de la narration.
La critique polonaise associe généralement l'œuvre de Wojciech Has au surréalisme. L'idée est renforcée par l'univers onirique du réalisateur qui est caractéristique des tableaux des surréalistes. Il est également à l'origine d'un certain nombre de mélodrames intimistes, tels que Les Adieux (1958) et L'Art d'être aimée (1962), mettant en scène des personnages exclus du monde et incapables de trouver leur place dans la réalité, un thème cher au réalisateur.
Les deux aspects caractéristiques du cinéma de Wojciech Has sont d'une part l'analyse psychologique et d'autre part son optique visionnaire prenant souvent comme motif le voyage.

## Filmographie

### Courts métrages
- 1950 : Ma ville (Moje miasto)
- 1948 : Harmonia

### Longs métrages
- 1957 : Le Nœud coulant (Pętla)
- 1958 : Les Adieux (Pożegnania)
- 1960 : Chambre commune (Wspólny pokój)
- 1961 : Adieu jeunesse (Rozstanie)
- 1962 : L'Or de mes rêves (Złoto)
- 1963 : L'Art d'être aimée (Jak być kochaną)
- 1965 : Le Manuscrit trouvé à Saragosse (Rękopis znaleziony w Saragossie)
- 1966 : Les Chiffres (Szyfry)
- 1968 : La Poupée (Lalka)
- 1973 : La Clepsydre (Sanatorium pod klepsydrą)
- 1982 : Une histoire sans intérêt (Nieciekawa historia)
- 1984 : L'Écrivain (Pismak)
- 1985 : Le Journal intime d'un pécheur (Osobisty pamiętnik grzesznika przez niego samego spisany)
- 1988 : Les Tribulations de Balthazar Kober (Niezwykła podróż Baltazara Kobera)

## Sources et références
Tout ou partie de cet article provient du site d'Anne Guérin-Castell ainsi que de sa thèse de doctorat soutenue à l'université Paris VIII : La place de Manuscrit trouvé à Saragosse dans l'œuvre cinématographique de Wojciech Jerzy Has, avec son aimable autorisation.